# Космос-1513
Космос-1513 је један од преко 2400 совјетских вјештачких сателита лансираних у оквиру програма Космос.
Космос-1513 је лансиран са космодрома Плесецк, СССР, 8. децембра 1983. Ракета-носач Космос је поставила сателит у орбиту око планете Земље. Маса сателита при лансирању је износила 810 килограма. Космос-1513 је био војни навигациони сателит.